# Хаген (Холштајн)
Хаген (њем. Hagen) општина је у њемачкој савезној држави Шлезвиг-Холштајн. Једно је од 95 општинских средишта округа Зегеберг. Према процјени из 2010. у општини је живјело 373 становника. Посједује регионалну шифру (AGS) 1060031.

## Географски и демографски подаци
Хаген се налази у савезној држави Шлезвиг-Холштајн у округу Зегеберг. Општина се налази на надморској висини од 23 метра. Површина општине износи 8,2 km². У самом мјесту је, према процјени из 2010. године, живјело 373 становника. Просјечна густина становништва износи 45 становника/km².

## Међународна сарадња
| Мјесто    | Држава | Врста сарадње | Од    |
| --------- | ------ | ------------- | ----- |
| Сомерстет | Данска | партнерство   | 1954. |
| Извор     |        |               |       |